# Allophylus goudotii
Allophylus goudotii là một loài thực vật có hoa trong họ Bồ hòn. Loài này được (Triana & Planch.) Radlk. mô tả khoa học đầu tiên năm 1890.